# اتفاقية الوكالة
اتفاقية الوكالة هي عقد قانوني ينشئ علاقة ائتمانية يوافق بموجبها الطرف الأول ("الرئيسي") على أن أفعال الطرف الثاني ("الوكيل") تلزم الأصل بالاتفاقيات اللاحقة التي أبرمها الوكيل كما لو كان المدير هو نفسه شخصياً أبرم الاتفاقات اللاحقة. عادة ما يشار إلى سلطة الوكيل لإلزام المدير بالسلطة. قد تكون الوكالة التي تم إنشاؤها عبر اتفاقية ما شكلًا من أشكال السلطة الضمنية ، مثل عندما يعطي شخص بطاقته الائتمانية إلى قريب قريب ، قد يُطلب من حامل البطاقة الدفع مقابل المشتريات التي قام بها قريبه باستخدام بطاقته الائتمانية.
تستخدم العديد من الدول قاعدة الكرامة المتساوية التي بموجبها يجب أن تكون اتفاقية الوكالة مكتوبة إذا كان من الضروري كتابة الاتفاقية اللاحقة أيضًا ، مثل عقد شراء سلع بقيمة آلاف الدولارات.
ظهر مثال على وجود اتفاق وكالة في القضية في قضية محكمة عام 2006 عندما رفع راعي بطولة التنس دعوى ضد فينوس وسيرينا ويليامز لعدم مشاركتها. جادل الراعي بأن والدهم ، ريتشارد ويليامز ، قد التزم بمشاركته في البطولة. جادل الأخوات ويليامز بأن والدهم لم يكن لديه السلطة لإلزامهم بمثل هذا الاتفاق. إذا كان والدهم قد ألزم الأخوات باللعب ، فالمسألة التي ستقررها المحكمة هي ما إذا كان هناك اتفاق وكالة صحيح بين أخوات ويليامز وأبيهم. إذا لم يكن الأمر كذلك ، فمن المحتمل أنهم لم يكونوا ملزمين باتفاقه بموجب قانون الوكالة. [يحتاج إلى تحديث]
كثيرا ما يعين مصنعو وموردي السلع وكلاء للعمل نيابة عنهم في الترويج للمبيعات ، سواء في البلد الأصلي للشركة المصنعة أو في الخارج. عادةً ما يتم التوقيع على اتفاقية رسمية تحدد العمولة التي سيحصل عليها الوكيل ، والمنطقة ، والمدة ، وغيرها من الشروط التي سيعمل بها الوكيل والوكيل معًا.
داخل الاتحاد الأوروبي ، هناك تشريع مصمم لتوفير بعض الحماية للوكلاء ، ولا سيما الحق في التعويض في ظروف معينة عند إنهاء الوكالة. وينطبق الشيء نفسه في أجزاء أخرى من العالم وفي بعض البلدان من الضروري أن يعين مصنع أجنبي كوكيل فردًا أو شركة من مواطني الدولة التي ستعمل فيها الوكالة.
يجب تمييز الوكيل عن الموزع — في لغة تجارية ، سيشتري الموزع الأسهم من المورد أو المدير ثم يبيعها إلى عملائه في زيادة ، في حين سيجد الوكيل عملاء للمدير الذي يبيع مباشرة للعملاء ويدفع العمولة للوكيل